# Liste der Naturdenkmale in Bleckhausen
Die Liste der Naturdenkmale in Bleckhausen nennt die im Gemeindegebiet von Bleckhausen ausgewiesenen Naturdenkmale (Stand 4. Juni 2024).

## Naturdenkmale
| Nr.         | Bezeichnung | Lage                                                   | Beschreibung                                                 | Bild                                    |
| ----------- | ----------- | ------------------------------------------------------ | ------------------------------------------------------------ | --------------------------------------- |
| ND-7233-179 | Drei Eichen | nordöstlich des Ortes; Flur Hausenbacherrechtseit Lage | Quercus robur, drei Bäume, um 1600 gekeimt, bis zu 24 m hoch | Direkt Bild zu diesem Denkmal hochladen |